# هری‌سنگوالا
هری‌سنگوالا (به انگلیسی: Hari Singwala) یک منطقهٔ مسکونی در پاکستان است که در پنجاب واقع شده‌است. هری‌سنگوالا ۱۶۶ متر بالاتر از سطح دریا واقع شده‌است.